# راينر شونه
راينر شونه (بالإنجليزية: Reiner Schöne)‏ (و. 1942  م) هو مؤدي أصوات، وممثل مسرحي، وممثل أفلام ألماني، ولد في فريتسلار.

## وصلات خارجية
- راينر سكوني على موقع IMDb (الإنجليزية)
- راينر سكوني على موقع ألو سيني (الفرنسية)
- راينر سكوني على موقع ميوزك برينز (الإنجليزية)
- راينر سكوني على موقع أول موفي (الإنجليزية)
- راينر سكوني على موقع قاعدة بيانات الأفلام السويدية (السويدية)
- راينر سكوني على موقع ديسكوغز (الإنجليزية)
- راينر سكوني على موقع ديسكوغز (الإنجليزية)
- راينر سكوني على موقع قاعدة بيانات الفيلم (الإنجليزية)
- راينر سكوني على موقع كينوبويسك (الروسية)